# Stennis Space Center

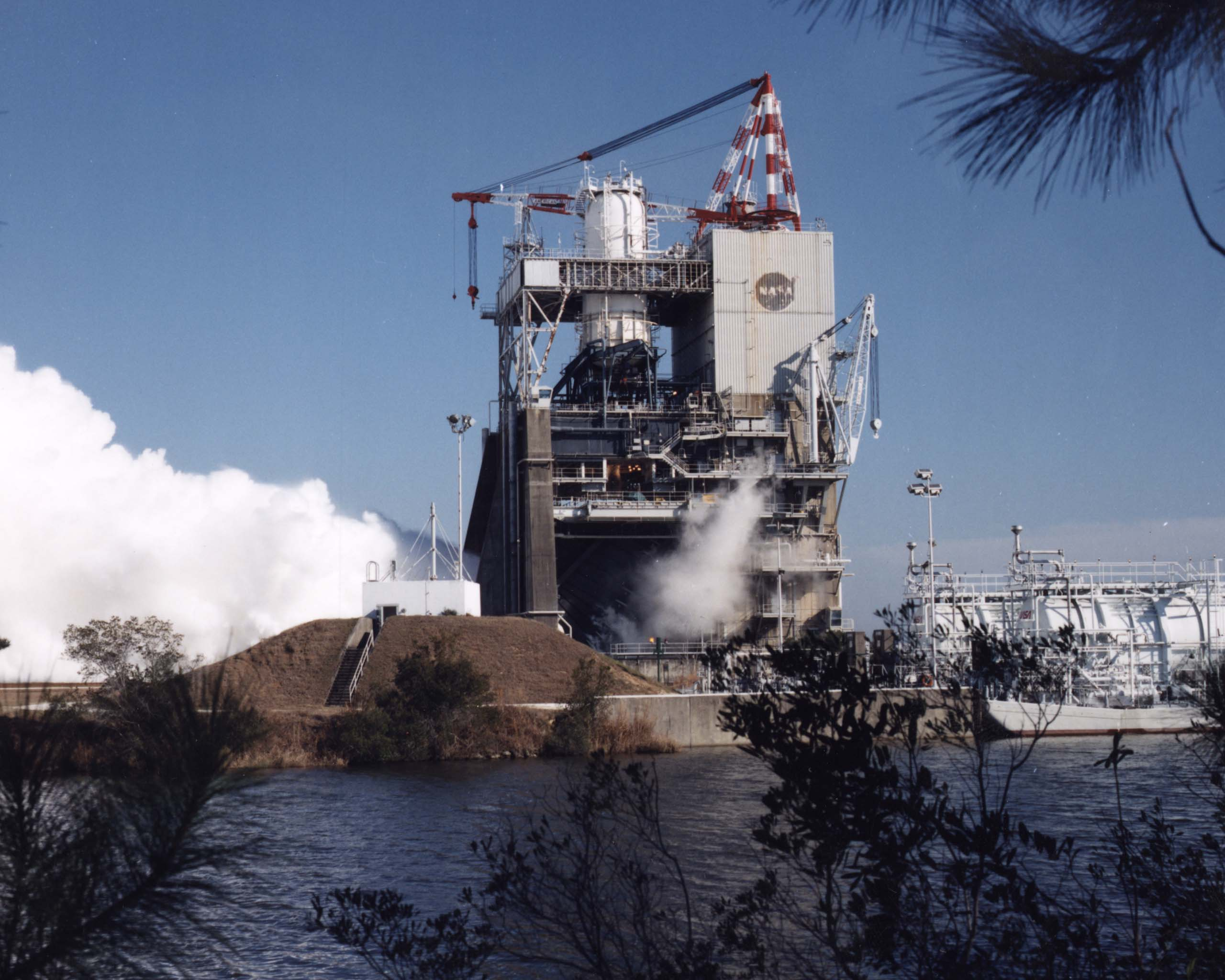
Test de moteur-fusée au SSC

Le John C. Stennis Space Center (ou SSC), situé dans le comté de Hancock, le long du Mississippi dans l'État du Mississippi (États-Unis), est le plus important des bancs d'essais de moteurs-fusées de la NASA.

## Historique

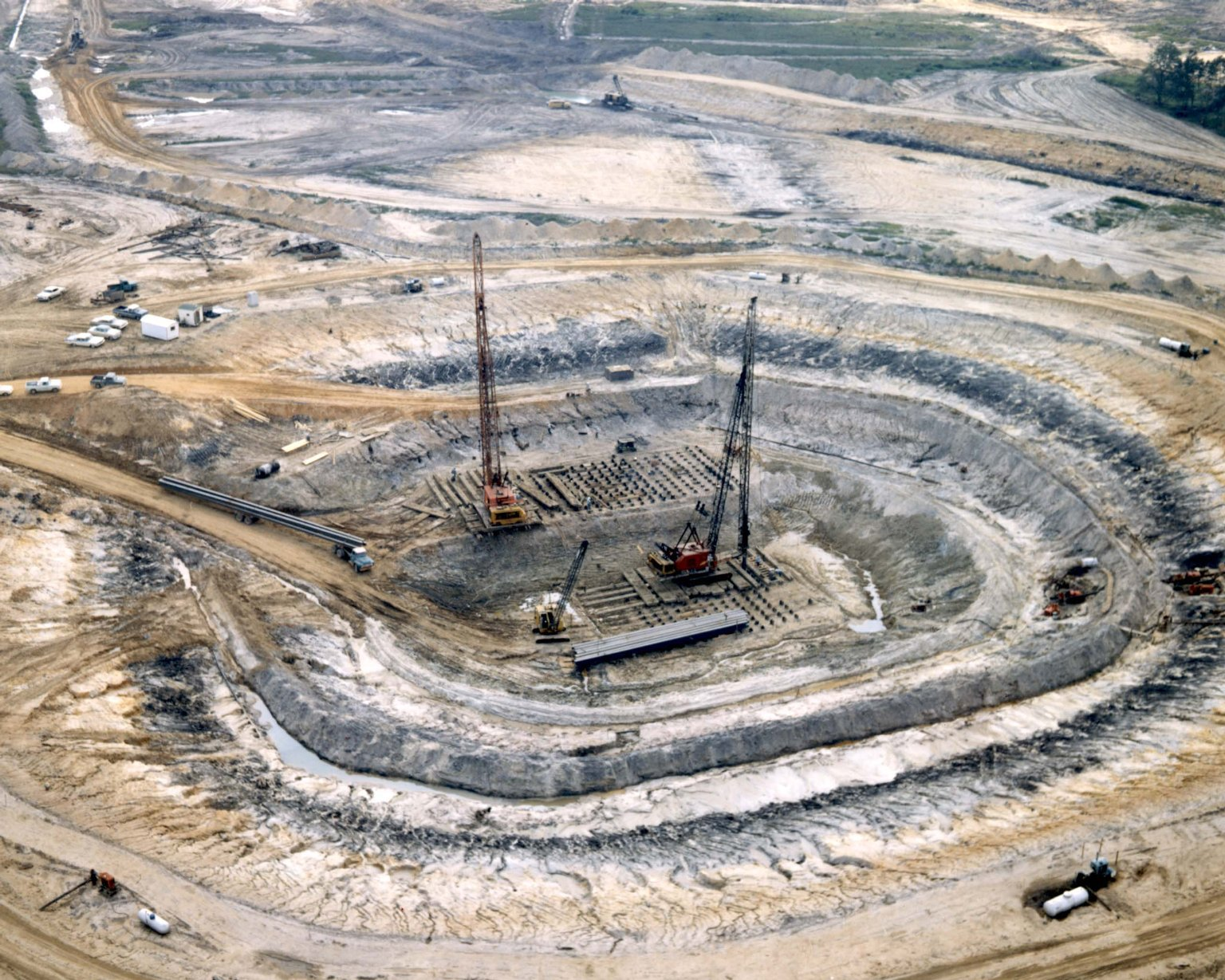
Construction du banc d'essai A-2

Le banc d'essais est mis en construction en octobre 1961 pour fournir des installations dimensionnées pour les étages et moteurs de la fusée géante Saturn V du programme Apollo quelques mois après que la décision de lancement du programme a été prise. Les installations couvrent une superficie de 55 km2 mais comprend également une zone tampon de 546 km2 destinée à protéger le voisinage des nuisances acoustiques. Ces bancs d'essais sont par la suite utilisés pour tester et certifier les moteurs SSME de la navette spatiale américaine.
Le site a été choisi parce qu'il était faiblement peuplé et qu'il était accessible par la voie d'eau pour le transport des moteurs et des étages de fusée dont la taille excédait les capacités d'un transport par voie de terre. Par ailleurs il était situé sur la route maritime qui va de l'usine de Michoud Assembly Facility à l'est de la Nouvelle-Orléans, où étaient assemblées les fusées Saturn V et le centre spatial de Cap Canaveral en Floride où celles-ci étaient lancées. Environ 700 familles résidant dans cinq petits villages (Gainesville, Logtown, Napoleon, Santa Rosa and Westonia) situés sur l'emplacement du site furent relogées.
La fin du programme Apollo entraina une décroissance de l'activité avec un impact économique significatif pour la région. Plusieurs agences gouvernementales se sont installées sur le site par la suite qui est devenu désormais un pôle d'emplois majeur.
Dans les années 1990, un nouveau banc d'essais E est construit pour tester plusieurs types de moteurs utilisant des concepts novateurs. Une série de tests a été réalisée pour la mise au point de moteurs-fusées à propulsion hybride, qui ont été utilisés pour la propulsion du Scaled Composites SpaceShipOne.
Le centre a été renommé plusieurs fois : Mississippi Test Facility en 1965, National Space Technology Laboratories en 1974; il porte son nom actuel depuis 1988 en l'honneur de l'ancien sénateur du Mississippi John C. Stennis pour son soutien à la cause du programme spatial.
Le centre a été endommagé fin août 2005 par l'ouragan Katrina. En 2007 Rolls-Royce y a ouvert un banc d'essais : celui-ci a été créé sur l'emplacement de l'ancien banc d'essais des moteurs H-1.

## Les bancs d'essais
Le centre dispose de plusieurs bancs d'essais opérationnels et en construit un nouveau dans le cadre du programme Constellation.
A-1
Le banc d'essai A-1 a été construit pour tester le deuxième étage (S-II) de la fusée Saturn V. Il permet de tester des moteurs ayant une poussée allant jusqu'à 770 tonnes.
A-2

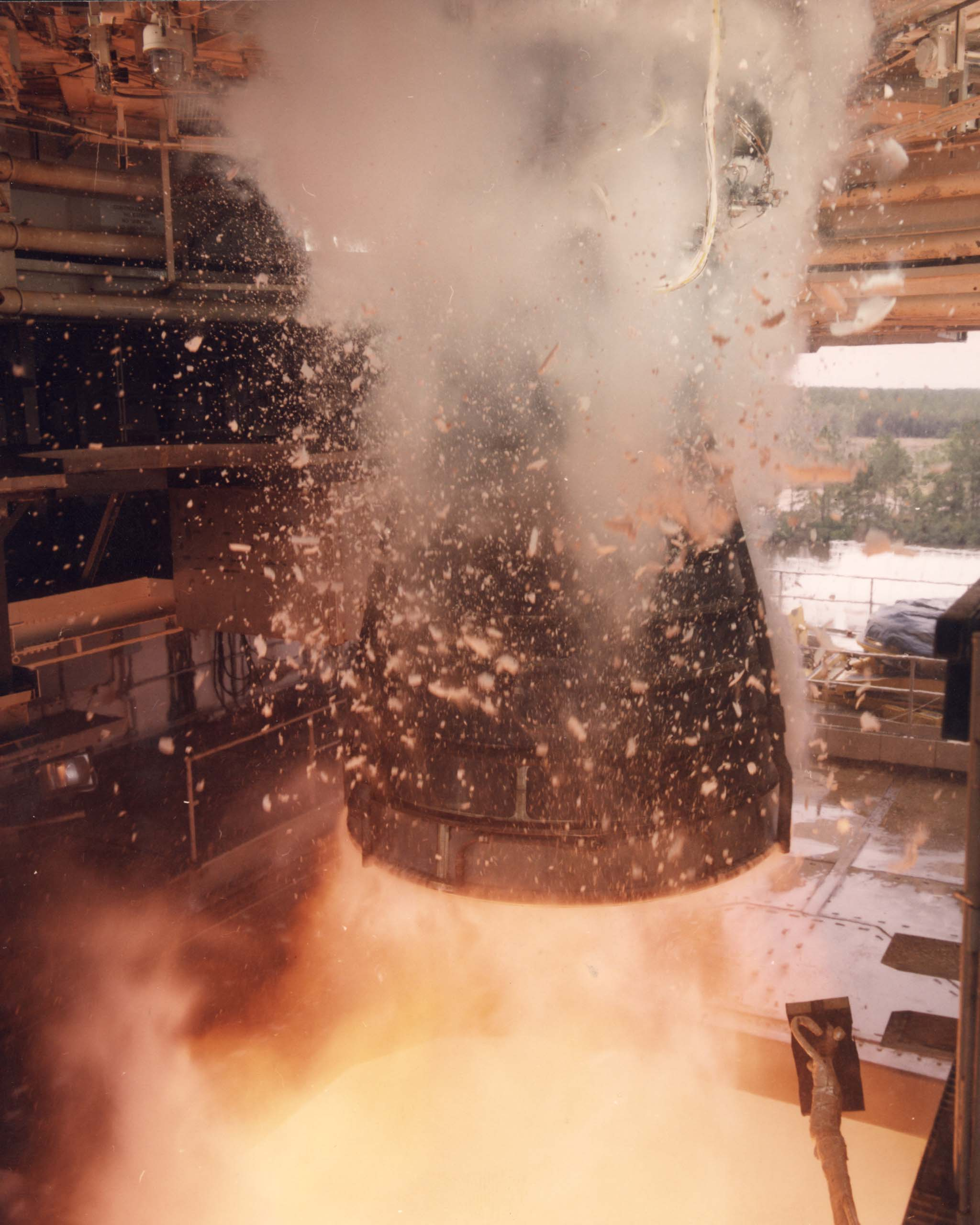
Test d'un moteur SSME de la navette spatiale sur le banc A-1

Le banc d'essai A-2 a été construit pour réaliser les tests du moteur SSME de la navette spatiale américaine. Il permet de tester des moteurs ayant une poussée allant jusqu'à 500 tonnes.
A-3
En 2007, la NASA lance la construction d'un nouveau banc d'essai baptisé A-3. Celui-ci aurait dû être utilisé pour tester le moteur-fusée J-2X mais l'annulation du programme Constellation en 2010 le rend inutile. Pourtant, sous la pression du Sénateur local, le banc de test est néanmoins terminé en 2014. Il est capable de tester des moteurs dans des conditions de pression simulant une utilisation en haute altitude mais également au niveau de la mer.
En septembre 2022, l'entreprise Rocket Lab annonce avoir obtenu un bail de 10 ans avec option pour 10 ans supplémentaires sur l'ensemble du complexe de test afin de tester leur moteur fusée Archimedes.
B-1/B-2
Le banc d'essai B-1/B-2 test est un banc permettant de tester des moteurs ou étages ayant une poussée maximale de 5 000 tonnes. Le banc comporte deux emplacements. Il est utilisé pour tester les moteurs de la fusée Delta IV.
E-Complex
L'E-Complex permet de tester des petits moteurs ainsi que des composants.

## Autres installation
Le site du centre accueille de nombreuses autres agences gouvernementales et sociétés privées. L'implantation la plus importante est celle de la Navy qui emploie 3 500 personnes, un nombre bien supérieur à celui des employés de la NASA. Les agences et établissements privés ayant des implantations significatives dans le Centre sont :
- Le Centre national des données recueillies par les bouées météo (National Data Buoy Center) National Oceanic and Atmospheric Administration (NOAA)
- Une branche du Naval Research Laboratory
- Le Centre spatial et technologique du Mississippi de Lockheed Martin
- Le Centre de commandement de la météorologie et de l'océanographie
- Le Naval Oceanographic Office
- La Special Boat Team 22 et NAVSCIATTS (en) de la Marine Nationale (École d'instruction et d'entrainement sur petits navires)
- Le centre de modélisation de l'University of Southern Mississippi
- Un banc d'essais de la société Rolls-Royce
- Le service de l'instrumentation hydrologique de l'US Geological Survey